# Lennart Berglöf
Lennart Berglöf, född 15 oktober 1878 i Söderhamn, död 3 februari 1953, var en svensk ämbetsman. Han var son till Frans Berglöf, bror till Erland Berglöf kusin till Anshelm Berglöf, svärfar till Jerker Utterström och morfar till Thomas Utterström.
Berglöf avlade hovrättsexamen 1901, blev därefter kansliråd i Justitiedepartementet 1917, och expeditionschef i Jordbruksdepartementet 1924, och var statssekreterare där från 1926. Berglöf anlitades från 1908 som sakkunnig vid avgörandet av tvister mellan Sverige och Norge rörande renbetesrätten och därmed sammanhängande frågor. 1930–1943 var han generaldirektör för Kammarkollegium.

## Utmärkelser
- Riddare av första klassen av Norska Sankt Olavs orden, senast 1915.[2]